# NGC 3197
NGC 3197 is een spiraalvormig sterrenstelsel in het sterrenbeeld Draak. Het hemelobject werd op 2 april 1801 ontdekt door de Duits-Britse astronoom William Herschel.

## Synoniemen
- UGC 5500
- MCG 13-8-9
- ZWG 351.10
- ZWG 350.45
- PGC 29870